# Гудениевые
Гудениевые (лат. Goodeniaceae) — семейство двудольных растений, входящее в порядок Астроцветные (Asterales).

## Ботаническое описание
Многолетние травы, полукустарники, кустарнички или кустарники.
Листья цельные, очерёдные или изредка супротивные; прилистников нет.
Цветки обоеполые, протандричные. Чашечка трубчатая, чаще пятилопастная. Венчик сростнолепестный, разных окрасок. Тычинок пять. Гинецей из двух плодолистиков.
Плод — коробочка, реже орех или костянка. Зародыш прямой.

## Распространение
Встречаются преимущественно в Австралии и Океании, а также в тропических областях Азии, Африки и Америки.

## Таксономия
Семейство Гудениевые включает 12 родов:
- Anthotium R.Br.
- Brunonia Sm. — Брунония
- Coopernookia Carolin
- Dampiera R.Br.
- Diaspasis R.Br.
- Goodenia Sm. — Гуденияtypus
- Lechenaultia R.Br. — Лешенолтия
- Pentaptilon E.Pritz.
- Scaevola L. — Сцевола
- Selliera Cav.
- Velleia Sm. — Веллейя
- Verreauxia Benth.

## Фотогалерея

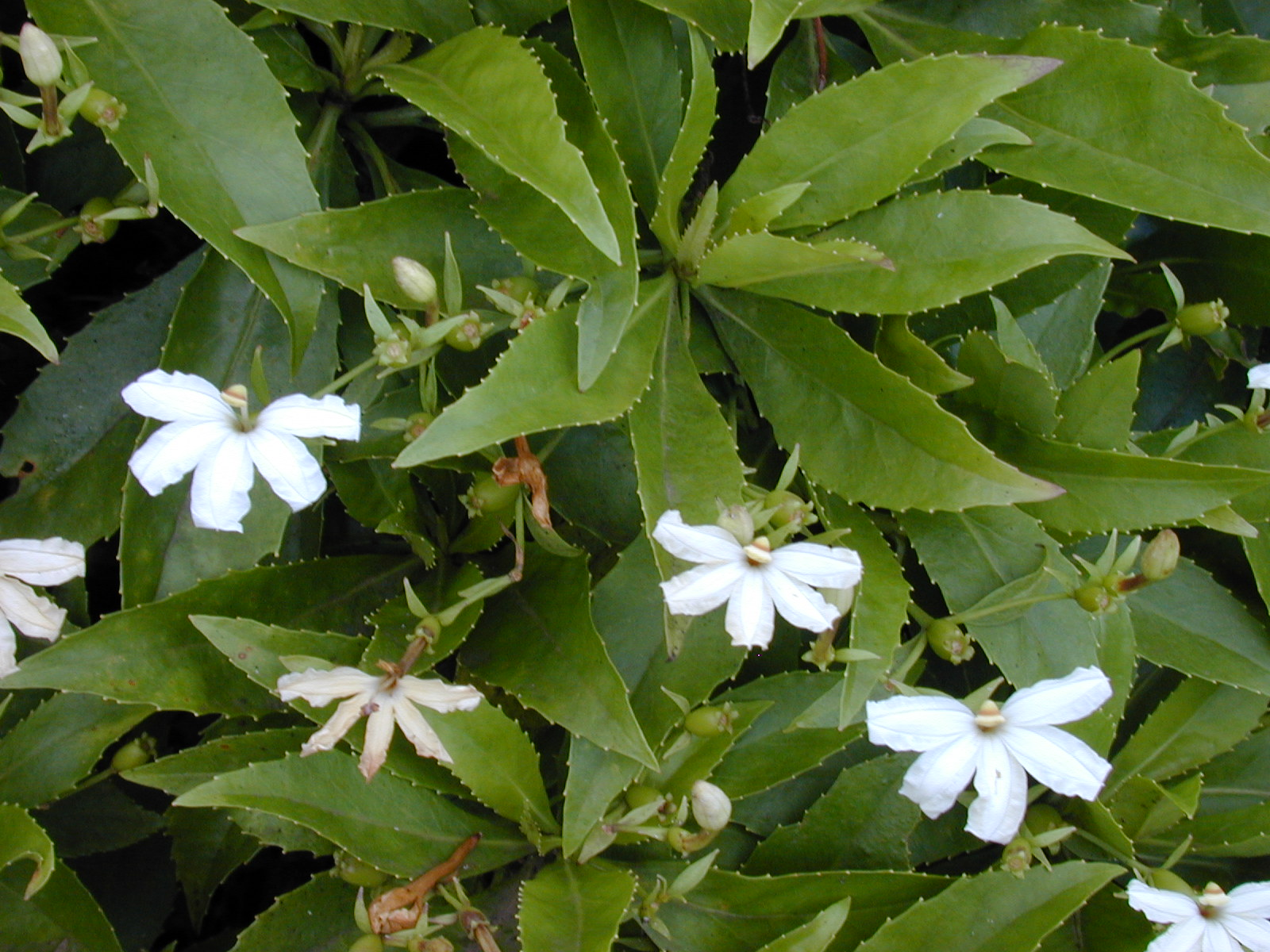
Scaevola chamissoniana
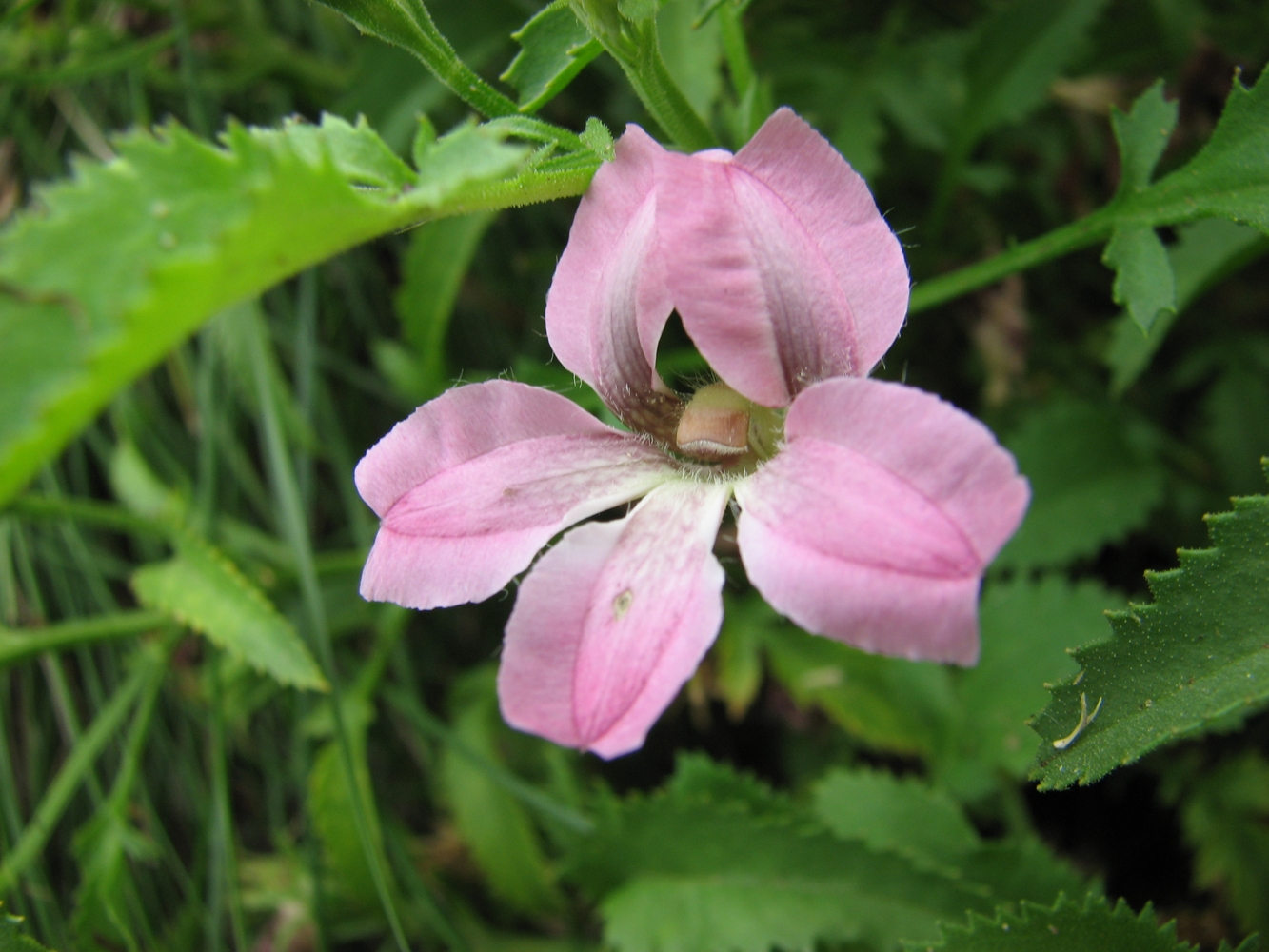
Goodenia macmillanii
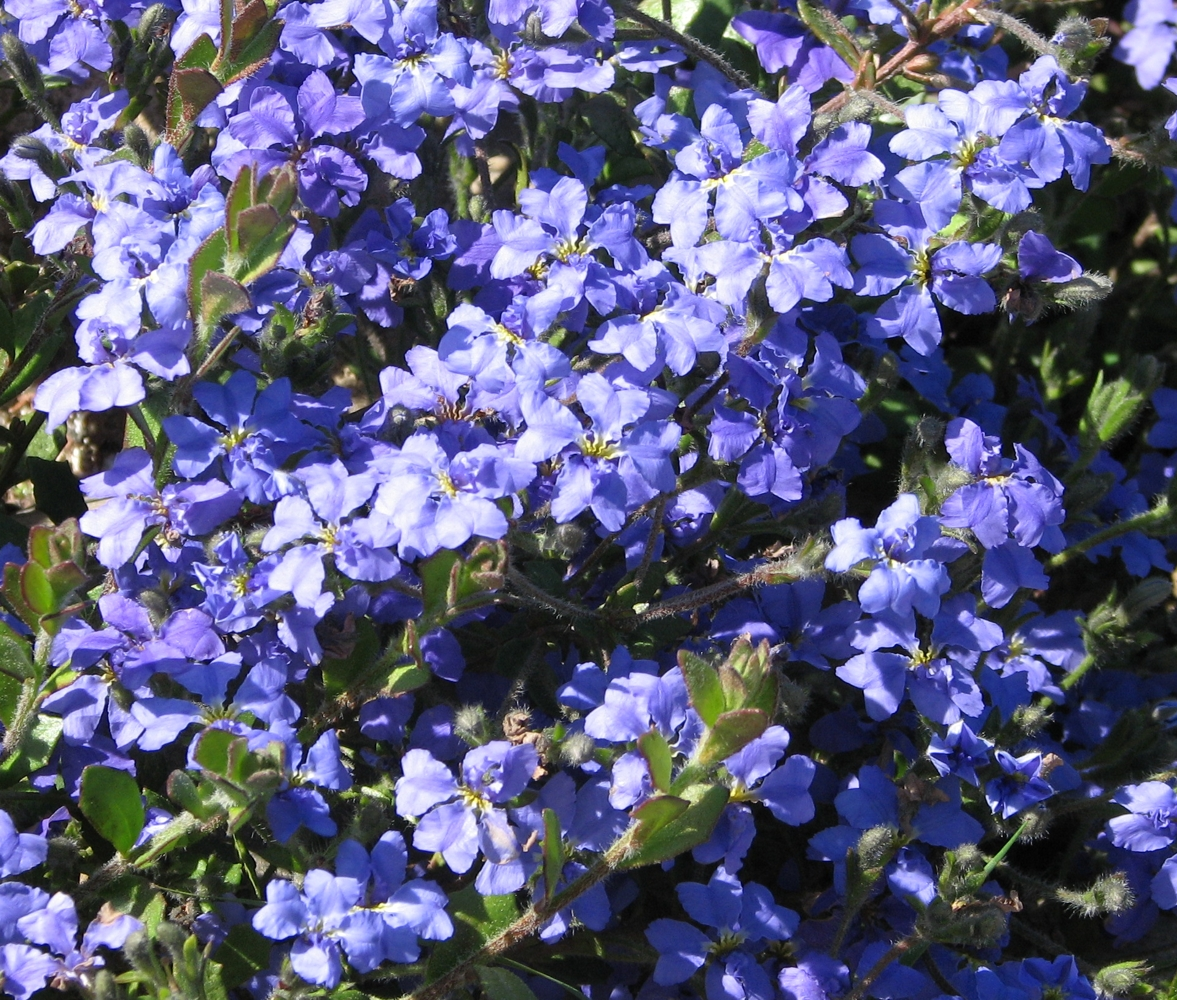
Dampiera linearis
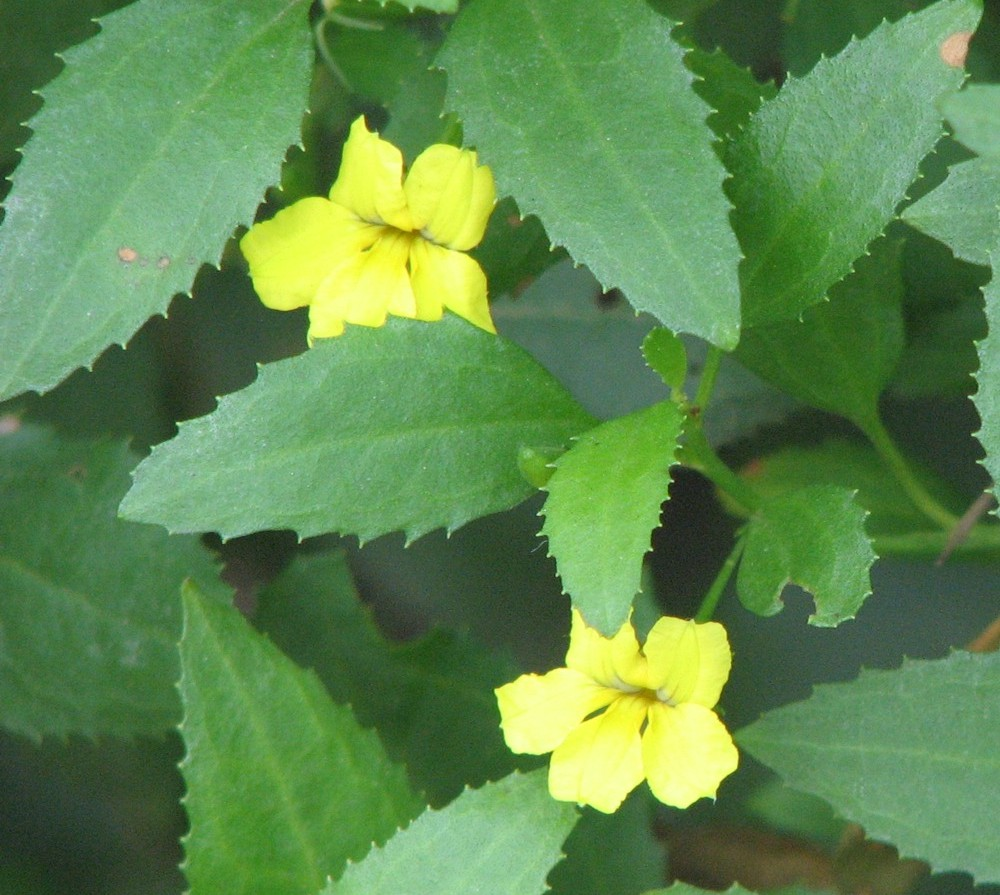
Goodenia ovata
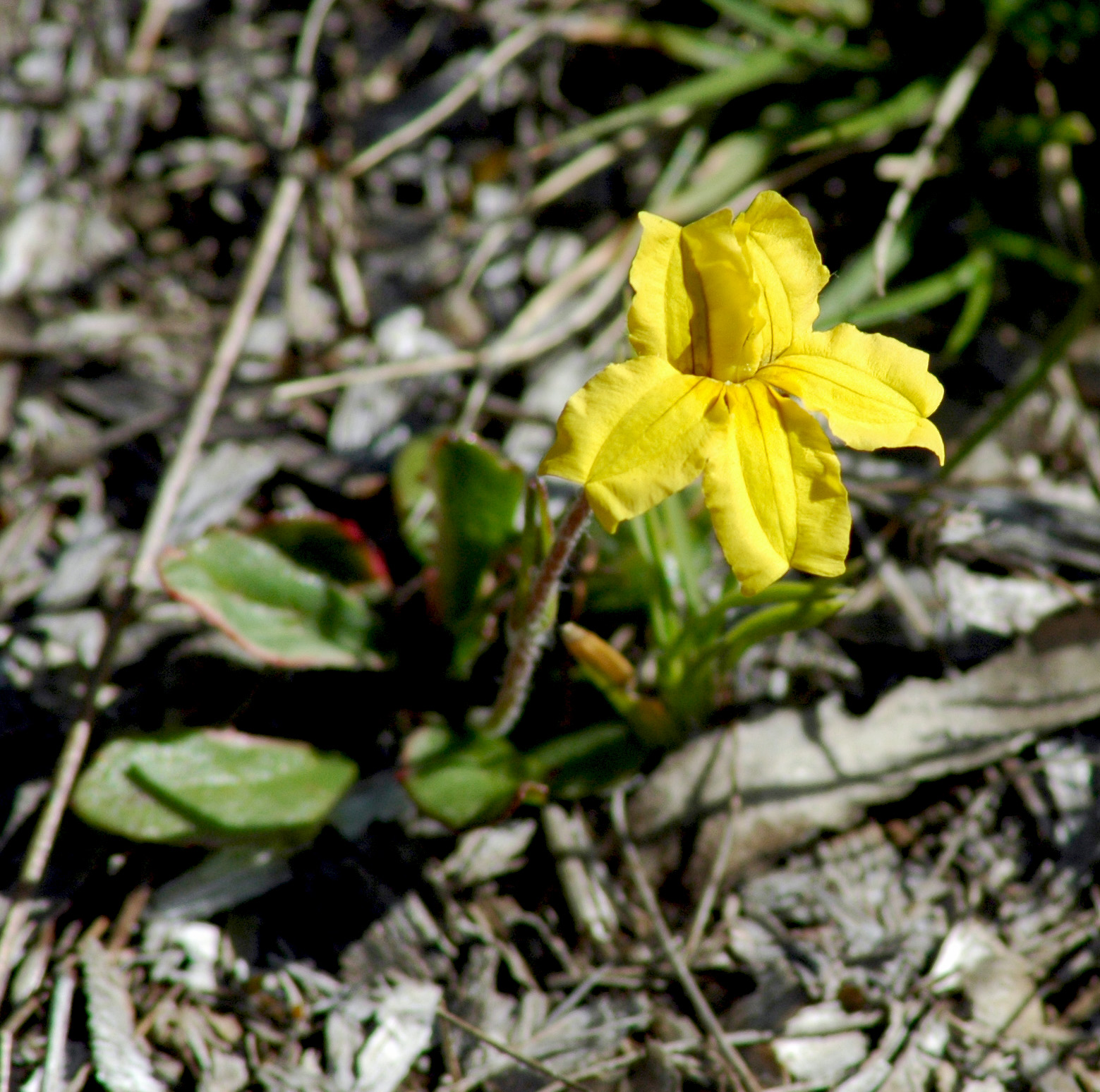
Velleia paradoxa